# John Edward Williams
John Edward Williams (ur. 29 sierpnia 1922 w Clarksville, zm. 3 marca 1994 w Fayetteville) – amerykański pisarz, wykładowca i wydawca. Laureat National Book Award za powieść Augustus (1972).
W czasie II wojny światowej służył w lotnictwie Stanów Zjednoczonych w Azji. Doktoryzował się z literatury angielskiej w 1954 roku na University of Missouri i w tym samym roku objął stanowisko asystenta na swojej alma mater, University of Denver, zostając później profesorem na tej uczelni. Odszedł na emeryturę w 1985 roku. Jego inne powieści: Nothing but the Night (1948), Butcher’s Crossing (1960), Profesor Stoner (1965).